# Krzysztof Stefan Sapieha
Pour les articles homonymes, voir Krzysztof Sapieha et Sapieha.
Krzysztof Stefan Sapieha né en 1590, mort le 9 avril 1627, magnat de Pologne-Lituanie, membre de la famille Sapieha, grand greffier de Lituanie, staroste de Lida, Mstsislaw et Wilki.

## Biographie
Krzysztof Stefan Sapieha est le fils de Grzegorz Sapieha et de Zofia Stravinska.
Issu d'un famille calviniste, après la mort de leurs parents, Krystof et son frère Aleksander sont envoyés par leur oncle Lew Sapieha, suivre leurs études au collège des jésuites et se convertissent au catholicisme.
Comme son frère, Krzysztof participe à l'expédition de Smolensk en 1609-1611. En 1613 il est nommé staroste de Lida, marechal de la Cour de Lituanie en 1617, staroste de Mścisław et grand greffier de Lituanie en 1621.

## Mariage et descendance
Il épouse Anna Hołowczyński (? - 1643, fille d'Aleksander Hołowczyński (lt). Ils ont pour enfant:
- Mikołaj Krzysztof (pl) (1613-1639), maréchal de la cour de Lituanie.